# Maxence Guénette
Maxence Guénette, född 28 april 2001, är en kanadensisk professionell ishockeyback som är kontrakterad till Ottawa Senators i National Hockey League (NHL) och spelar för Belleville Senators i American Hockey League (AHL).
Han har tidigare spelat för Foreurs de Val-d'Or i Ligue de hockey junior majeur du Québec (LHJMQ).
Guénette draftades av Ottawa Senators i sjunde rundan i 2019 års draft som 187:e spelare totalt.

## Statistik
| 2014–2015    | Corsaires de Pointe-Lévy bantam AA  |              | 28  | 2  | 5  | 7   | 6  | —  | — | — | —  | — |
|              | Corsaires de Pointe-Lévy bantam AAA |              | 1   | 0  | 0  | 0   | 0  | —  | — | — | —  | — |
| 2015–2016    | Corsaires de Pointe-Lévy bantam AAA |              | 33  | 11 | 8  | 19  | 12 | 5  | 2 | 1 | 3  | 0 |
|              | Corsaires de Pointe-Lévy            | LHEQ         | 3   | 0  | 0  | 0   | 0  | —  | — | — | —  | — |
| 2016–2017    | Commandeurs de Lévis                | LHMAAAQ      | 40  | 4  | 12 | 16  | 4  | 13 | 2 | 1 | 3  | 6 |
| 2017–2018    | Foreurs de Val-d'Or                 | LHJMQ        | 61  | 1  | 11 | 12  | 12 | 4  | 0 | 2 | 2  | 0 |
| 2018–2019    | Foreurs de Val-d'Or                 | LHJMQ        | 68  | 8  | 24 | 32  | 36 | 7  | 1 | 2 | 3  | 0 |
| 2019–2020    | Foreurs de Val-d'Or                 | LHJMQ        | 62  | 11 | 29 | 40  | 22 | —  | — | — | —  | — |
| 2020–2021    | Foreurs de Val-d'Or                 | LHJMQ        | 36  | 5  | 17 | 22  | 14 | 15 | 3 | 4 | 7  | 4 |
| 2021–2022    | Belleville Senators                 | AHL          | 48  | 6  | 13 | 19  | 4  | —  | — | — | —  | — |
| 2022–2023    | Ottawa Senators                     | NHL          | 1   | 0  | 0  | 0   | 0  | —  | — | — | —  | — |
|              | Belleville Senators                 | AHL          | 72  | 5  | 35 | 40  | 25 | —  | — | — | —  | — |
| NHL totalt   | NHL totalt                          | NHL totalt   | 1   | 0  | 0  | 0   | 0  | —  | — | — | —  | — |
| AHL totalt   | AHL totalt                          | AHL totalt   | 120 | 11 | 48 | 59  | 29 | —  | — | — | —  | — |
| LHJMQ totalt | LHJMQ totalt                        | LHJMQ totalt | 227 | 25 | 81 | 106 | 84 | 26 | 4 | 8 | 12 | 4 |

### Internationellt
| Källa: Uppdaterad: 2023-04-14 | Källa: Uppdaterad: 2023-04-14 | Källa: Uppdaterad: 2023-04-14 |         | Utv = Utvisningsminuter | Utv = Utvisningsminuter | Utv = Utvisningsminuter | Utv = Utvisningsminuter | Utv = Utvisningsminuter |
| År                            | Lag                           | Mästerskap                    | Matcher | Mål                     | Assists                 | Poäng                   | Utv                     |                         |
| ----------------------------- | ----------------------------- | ----------------------------- | ------- | ----------------------- | ----------------------- | ----------------------- | ----------------------- | ----------------------- |
| 2018                          | Kanada                        | Hlinka Gretzky                | 5       | 1                       | 1                       | 2                       | 2                       |                         |
| Junior totalt                 | Junior totalt                 | Junior totalt                 | 5       | 1                       | 1                       | 2                       | 2                       |                         |